# Tommelise (film fra 1983)
|  | Denne artikel er oprettet af botten Steenthbot ud fra en ekstern database. Den kan derfor have sproglige fejl eller mangler. Denne skabelon kan fjernes efter kontrol af indholdet. |

 For alternative betydninger, se Tommelise. (Se også artikler, som begynder med Tommelise)
Tommelise er en dansk børnefilm fra 1983 instrueret af Jørgen Vestergaard efter eget manuskript.

## Handling
H.C. Andersen digter sin egen vemodige opfattelse af at være anderledes ind i den lille pige, der kommer til verden mellem kronblade i en dejlig tulipan. Den lillebitte pige er opfyldelsen af den barnløse kones ønske om at få et barn. Da Tommelise senere bliver stjålet af en hæslig skrubtudse og anbragt ude i åen på et åkandeblad, skal hun på ny opfylde et ønske og bruges til noget, hun ikke selv har bestemt. Først som skrubtudsens svigerdatter, senere som landmusens protegé i fornuftsægteskab med muldvarpen. På Tommelises lange rejse i naturen er der velmenende kræfter, der mener at vide, hvad der tjener hende bedst. Men de opfatter hende aldrig som den, hun er. Først da situationen tilspidses, må Tommelise sige nej til sine formyndere og finde sin egentlige bestemmelse.